# Armorial des communes du Morbihan

Blason du Morbihan : Coupé-ondé d'hermine et d'azur.

- il comporte peu ou pas de sources.
- certaines figures sont encore dans un format bitmap et doivent être vectorisées.

Cette page dresse un ensemble des armoiries (figures et blasonnements) connues des communes du Morbihan disposant à ce jour d'un blason. Les communes qui ont eu un blason, mais ayant entre-temps fusionné avec d'autres (blasons historiques), et les blasons à enquerre (enfraignant la Règle de contrariété des couleurs) sont inclus, mais les communes ne disposant pas d'un blason, et celles arborant un pseudo-blason (dessin d'amateurs ne respectant pas la moindre règle de construction héraldique) sont volontairement omises de cet armorial. Les communes concernées sont seulement mentionnées.
- Haut – A
- B
- C
- D
- E
- F
- G
- H
- I
- J
- K
- L
- M
- N
- O
- P
- Q
- R
- S
- T
- U
- V
- W
- X
- Y
- Z

1 dessin(s) en attente (voir : C)

## A
| Blason de Allaire | Blason  | D'azur à la colombe essorante d'argent, cantonnée de quatre alérions d'or.                                                                          |
| Blason de Allaire | Détails | Armes de la famille d'Allaire. Armes parlantes. (le nom de la commune est proche du mot "alérion") Le statut officiel du blason reste à déterminer. |

| Blason de Arradon | Blason  | Écartelé : au 1er de sable à trois fasces d'argent, au 2d d'azur à un voilier équipé d'argent, au soleil d'or éteint mouvant de l'angle senestre du chef, au 3e de sable à sept macles d'argent ordonnées 3, 3, 1, au 4e d'argent à une moucheture d'hermine de sable. |
| Blason de Arradon | Détails | Le statut officiel du blason reste à déterminer. |

| Blason de Arzon | Blason  | D'or à la proue de navire de gueules, sous voile d'argent chargée d'une moucheture d'hermine de sable, voguant sur une mer d'azur. Devise« Sourein ar mor » (« Souverain de la mer »). |
| Blason de Arzon | Détails | Le statut officiel du blason reste à déterminer. |

| Blason de Augan | Blason  | D'azur à un château crénelé d'or, ouvert et maçonné de sable, brochant sur une flèche tombante de même, chargé d'une coquille d'or accostée sur la tour de dextre d'une feuille de houx de sinople et sur celle de senestre d'une main dextre appaumée de carnation, au chef d'hermine. |
| Blason de Augan | Détails | Chaque élément du champ (y compris le champ d'azur) rappelle l'une des familles ayant possédé la seigneurie du lieu. * Il y a là non-respect de la règle de contrariété des couleurs : ces armes sont fautives (sable sur azur). Création de J.C. Renaud, adoptée en 1982.              |

| Blason de Auray | Blason  | De gueules à une hermine passante au naturel, colletée d'une écharpe flottante d'hermine, au chef cousu de France. |
| Blason de Auray | Détails | Le statut officiel du blason reste à déterminer.                                                                   |
| Blason de Auray | Alias   | Losangé d'or et d'azur. Ancien.                                                                                    |

Pas de blason connu pour les communes suivantes : Ambon.
- Haut – A
- B
- C
- D
- E
- F
- G
- H
- I
- J
- K
- L
- M
- N
- O
- P
- Q
- R
- S
- T
- U
- V
- W
- X
- Y
- Z

## B
| Blason de Baden | Blason  | D'azur à trois coquilles d'or, au chef d'hermine.                                                                                          |
| Blason de Baden | Détails | Armes de la famille de Rolland augmentées du chef de Bretagne. Création de M. Loïc Ermoy. Le statut officiel du blason reste à déterminer. |

| Blason de Baud | Blason  | D'azur à dix billettes d'or, quatre, trois, deux et un.                       |
| Blason de Baud | Détails | Armes des seigneurs de Baud. Le statut officiel du blason reste à déterminer. |

| Blason de Béganne | Blason  | D'argent à la filière de gueules, au chef d'azur brochant, à la croix pattée de sable alésée et au pied fiché brochant sur le tout. Devise« Je garde. » |
| Blason de Béganne | Détails | Le statut officiel du blason reste à déterminer. |

| Blason de Beignon | Blason  | D'azur à la barre cousue de gueules, chargée d'une crosse d'or, accompagnée d'un chêne d'argent (de sinople) en chef et d'un mont isolé de trois coupeaux du même en pointe ; au chef chargé de cinq mouchetures d'hermine. Devise« Semper vivens » (« Toujours vivant »). |
| Blason de Beignon | Détails | Blason proposé par Paulette Colin et Pierre Bridier en 1987. * Ces armes emploient le terme « cousu » dans le seul but de contrevenir à la règle de contrariété des couleurs : elles sont fautives : gueules sur azur.                                                     |

| Blason de Belz | Blason  | D'azur à la bande de gueules bordée d'or, chargée en cœur d'un maillet accompagné de deux coins en forme de trapèze, tous du même, posés à plomb. |
| Blason de Belz | Détails | Le statut officiel du blason reste à déterminer.                                                                                                  |

| Blason de Berric | Blason  | D'hermine à trois fasces d'azur ; au franc-canton d'or à l'arbre arraché de sinople. Devise« Bepred pelloc’h » (toujours plus loin). |
| Blason de Berric | Détails | Le statut officiel du blason reste à déterminer.                                                                                     |

| Blason de Bignan | Blason  | Coupé d'or au chevron de gueules accompagné en chef de deux hures de sable et en pointe d'un lévrier du même ; et d'azur à trois bandes d'hermine. |
| Blason de Bignan | Détails | Création à partir des armes de la famille de Janzé par J Daniel.                                                                                   |

| Blason de Billiers | Blason  | D’azur, à deux rames de gueules* passées en sautoir, surmontées d’une ancre d’or et soutenues d’une bouée d’argent encordée de gueules |
| Blason de Billiers | Détails | * Il y a là non-respect de la règle de contrariété des couleurs : ces armes sont fautives (gueules sur azur).                          |

| Blason de Bohal | Blason  | Échiqueté d'azur et d'or, au franc-quartier de gueules chargé de quatre besants d'or.                                |
| Blason de Bohal | Détails | Le statut officiel du blason reste à déterminer.                                                                     |
| Blason de Bohal | Alias   | Cinq points d'or équipolés à quatre d'azur, au chef de gueules chargé d'une croix pattée d'argent. Famille de Bohal. |

| Blason de Brandérion | Blason  | Coupé de gueules à deux arcatures géminées d'or maçonnées de sable, surplombant à dextre une croix pattée et à senestre une moucheture d'hermine, le tout d'argent ; et de sinople à la champagne ondée surmontée d'une colombe essorante et brochant sur un mont de quatre collines vidées, le tout d'argent. Devise« Berpet fidel »(« Toujours fidèle »). |
| Blason de Brandérion | Détails | Le statut officiel du blason reste à déterminer. |

| Blason de Brech | Blason  | Écartelé d'or et de gueules, à la bordure engrêlée de l'un en l'autre. |
| Blason de Brech | Détails | Le statut officiel du blason reste à déterminer.                       |

| Blason de Bréhan | Blason  | De gueules à trois macles d'or.                                                                |
| Blason de Bréhan | Détails | Armes d'une branche de la famille de Bréhand. Le statut officiel du blason reste à déterminer. |

| Blason de Brignac | Blason  | Parti de gueules à trois tourteaux d'hermine, et d'argent à une fasce de sable accompagnée de trois fleurs de lys de gueules ; au chef denché d'or chargé d'une divise ondée d'azur. |
| Blason de Brignac | Détails | Création de B. Le Ny-Jegat, empruntant au 1er les armes de la famille de Bodegat. Le statut officiel du blason reste à déterminer.                                                   |

| Blason de Bubry | Blason  | Parti de sinople à la croix engrêlée d'or, et de gueules à une clef d'or posée en pal, le panneton à senestre ; au chef d'hermine. |
| Blason de Bubry | Détails | Création de M. Bertrand Fleuraut, adoptée en 1989.                                                                                 |

| Blason de Buléon | Blason  | De gueules à une épée versée d'argent, à la bordure d'or.                  |
| Blason de Buléon | Détails | Création J-C Renaud. Armes de la famille de Lantivy brisées d'une bordure. |

Pas de blason connu pour les communes suivantes : Bangor - Berné - Bieuzy - Billio - Bono (Le).
- Haut – A
- B
- C
- D
- E
- F
- G
- H
- I
- J
- K
- L
- M
- N
- O
- P
- Q
- R
- S
- T
- U
- V
- W
- X
- Y
- Z

## C
| Blason de Caden | Blason  | D'or à la croix de gueules cantonnée de 4 molettes d'éperon de sable.                                                                        |
| Blason de Caden | Détails | Armes de la famille de Bléhéban d'après Rietstap (ou de Bléhédan d'après Jougla de Morénas) Le statut officiel du blason reste à déterminer. |

| Blason de Calan | Blason  | Écartelé de gueules plain et d'azur à une moucheture d'hermine d'argent. |
| Blason de Calan | Détails | Le statut officiel du blason reste à déterminer.                         |

| Blason de Camors | Blason  | Écartelé : au 1er d'argent à trois merlettes de sable, au chef de gueules chargé de trois quintefeuilles du champ ; au 2d de sable à sept macles d'argent 3, 3 et 1 ; au 3e de gueules à neuf besants d'or 3, 3 et 3 ; au 4e d'or à trois fasces ondées d'azur, au chef de gueules ; sur le tout, burelé d'argent et d'azur de dix pièces, trois chevrons de gueules brochants, le premier écimé. |
| Blason de Camors | Détails | Armes des familles Lannion, Arradon, Malestroit, Langouez, et La Rochefoucauld, seigneur de Camors. "Création" de M. de Roche et Mme Méeus. Le statut officiel du blason reste à déterminer. |

| Blason de Campénéac | Blason  | De gueules à trois chevrons d'hermine.                                             |
| Blason de Campénéac | Détails | Armes de la famille de Trécesson. Le statut officiel du blason reste à déterminer. |

| Blason de Carentoir | Blason  | Parti de sinople à une maison d'or ouverte et ajourée de gueules, une échelle de couvreur du même posée sur le toit, sommée d'un clocher ; et de sable à une tour d'or ouverte et maçonnée du champ s'engloutissant dans des flots d'azur ondés d'argent mouvant de la pointe ; une crosse d'argent ferrée, surmontée d'une auréole d'or, brochant sur la partition ; au chef d'hermine chargé d'une croisette pattée de gueules. |
| Blason de Carentoir | Détails | Création de M. J. P. Fernandez. |

| Blason de Carnac | Blason  | D'azur à la bande cousue de gueules chargée de six menhirs d'or, accompagnée en chef d'un soleil non figuré d'or et en pointe d'un navire* de gueules équipé et flammé d'argent.                                                |
| Blason de Carnac | Détails | Création Loïc Ermoy. * Ces armes emploient le terme « cousu » dans le seul but de contrevenir à la règle de contrariété des couleurs : elles sont fautives : gueules sur azur. Le statut officiel du blason reste à déterminer. |

| Blason de Caro | Blason  | De gueules au cerf passant d’argent, au chef d’hermine. |
| Blason de Caro | Détails | Création Bertrand Frelaut                               |

| Blason de Chapelle-Caro (La) | Blason  | Écartelé d'hermine plain et d'argent à deux fasces de gueules.             |
| Blason de Chapelle-Caro (La) | Détails | Création Bertrand Frelaut. Reprise des armes de Derval (Loire-Atlantique). |

| Blason de Chapelle-Gaceline (La) | Blason  | Écartelé : au 1er d'hermine, au 2d de sinople à un chêne arraché d'or, au 3e d'argent à une église d'or* ouverte et ajourée de gueules, au 4e d'argent à trois pals d'azur, sur le tout de gueules à la croix d'argent gringolée d'or. |
| Blason de Chapelle-Gaceline (La) | Détails | Création de M. J.-B. Thierry. Homologué le 10 mai 1997. * Il y a là non-respect de la règle de contrariété des couleurs : ces armes sont fautives (or sur argent au 3e).                                                               |

| Blason de Chapelle-Neuve (La) | Blason  | D'azur au dolmen d'argent terrassé de sinople* et surmonté de trois mouchetures d’hermine de sable*, bordées d'argent et rangées en chef ; à la mer d'azur agitée d'argent mouvant de la pointe. |
| Blason de Chapelle-Neuve (La) | Détails | * Il y a là non-respect de la règle de contrariété des couleurs : ces armes sont fautives (sinople sur azur). Le statut officiel du blason reste à déterminer.                                   |

| Blason de Cléguérec | Blason  | D'azur au chevron d'or chargé de trois mouchetures d'hermine de sable, accompagné en chef dextre d'un rencontre de cerf, en chef senestre d'un poirier, et en pointe de quatre macles en croix, le tout d'or. |
| Blason de Cléguérec | Détails | Création de M. P. Le Delmat. Le statut officiel du blason reste à déterminer. |

| Blason de Concoret | Blason  | Parti d'or au chêne arraché de sinople englanté de huit fruits d'or ; et de gueules à la comète en pal du premier ; enté ployé en pointe d'hermine. |
| Blason de Concoret | Détails | Création J.-C. Renaud, d'après les armes d'Élisa Bonaparte, fondatrice du lieu. Le statut officiel du blason reste à déterminer.                    |

| Blason à dessiner | Blason  | Écartelé: au 1er de sinople à deux vaches passantes d'or, rangées en barre et accompagnées au point du chef d'une moucheture d'hermine de sable, au 2e de gueules à trois macles d'or, au 3e d'argent au cerf passant de gueules, au 4e de vair au croissant de gueules brochant en coeur; sur le tout, d'orangé à l'aigle impériale d'argent surmontée d'une couronne impériale d'or et posée sur une champagne coupée d'argent et de gueules. |
| Blason à dessiner | Détails | Le statut officiel du blason reste à déterminer. |
| Blason à dessiner | Alias   | D'argent au sapin de sinople fruité d'or,mouvant d'un brasier de gueules mouvant de la pointe. |

| Blason de Cournon | Blason  | D'azur à un dolmen d'argent soutenu d'une terrasse d'hermine ; au chef d'or à la croix celtique de gueules accompagnée de deux sapins arrachés de sinople. |
| Blason de Cournon | Détails | Création J.-P. Fernandez. |

| Blason de Cours (Le) | Blason  | D'argent à la croisette pattée de gueules, chapé-ployé d'azur chargé de six macles du champ, trois à dextre et trois à senestre, au chef aussi de gueules chargé d'une hermine au naturel colletée d'une écharpe d'hermine voletant sur son dos. |
| Blason de Cours (Le) | Détails | Création de Bernard le Ny-Jégat |

| Blason de Crach | Blason  | D'azur à une tête de cheval d'or, au chef cousu du champ chargé de quatre fleurs de lys du second posées en fasce. Devise« Douar a mor » (« Terre et mer »). |
| Blason de Crach | Détails | Le statut officiel du blason reste à déterminer. |

| Blason de Crédin | Blason  | Tiercé en pairle renversé : au 1er d'argent à cinq mouchetures d'hermine de sable rangées en deux pals 3 et 2, au 2d de gueules à cinq macles d'or rangées en deux pals, 2 et 3, au 3e d'argent à la fasce ondée d'azur; au chevron de sinople brochant sur la partition. |
| Blason de Crédin | Détails | Création de M. L. Jan. |

| Blason de Cruguel | Blason  | Coupé ondé : au 1) de sinople au moulin du lieu d'or, chapé parti d'argent à une quintefeuille de sable et d'or à une quintefeuille de sable ; au 2) parti d'hermine plain et de gueules à une crosse et à un bâton de pèlerin d'or passés en sautoir ; au filet en fasce ondé d'azur brochant sur le coupé. |
| Blason de Cruguel | Détails | Création Bernard Le Ny – Jégat. |

Pas de blason connu pour les communes suivantes : Camoël - Caudan - Cléguer - Croisty (Le) - Croixanvec - Croix-Helléan (La).
- Haut – A
- B
- C
- D
- E
- F
- G
- H
- I
- J
- K
- L
- M
- N
- O
- P
- Q
- R
- S
- T
- U
- V
- W
- X
- Y
- Z

## D
| Blason de Damgan | Blason  | D'azur à une ancre de sable*, une tour d'argent ouverte, maçonnée et ajourée du second brochante.                                   |
| Blason de Damgan | Détails | * Il y a là non-respect de la règle de contrariété des couleurs : ces armes sont fautives (sable sur azur).. Création de M. Santag. |

- Haut – A
- B
- C
- D
- E
- F
- G
- H
- I
- J
- K
- L
- M
- N
- O
- P
- Q
- R
- S
- T
- U
- V
- W
- X
- Y
- Z

## E
| Blason de Elven | Blason  | De gueules à deux tours d'or, ouvertes, ajourées et maçonnées de sable, celle de dextre réduite, au franc-canton d'azur à dix besants d'or, quatre, trois, deux et un.                                                                                   |
| Blason de Elven | Détails | Franc canton aux armes de la Maison de Rieux, propriétaire du Château de Largoët à Elven. * Il y a là non-respect de la règle de contrariété des couleurs : ces armes sont fautives (azur sur gueules). Le statut officiel du blason reste à déterminer. |

| Blason de Erdeven | Blason  | Parti d'un losangé d'azur et d'or, et de gueules à la croix d'argent chargée de sept macles du champ ; au chef d'argent à sept mouchetures d'hermine de sable rangées en fasce. |
| Blason de Erdeven | Détails | Parti des armes de la famille d'Auray, et de celles de la famille de Larlan, seigneurs de Kercadio. Création de M. B. Frelaut. Le statut officiel du blason reste à déterminer. |

| Blason de Étel | Blason  | Mi-parti d'azur à une ancre d'or, et d'hermine plain. |
| Blason de Étel | Détails | Le statut officiel du blason reste à déterminer.      |

| Blason de Évriguet | Blason  | De gueules à l’écusson abaissé d’argent chargé de trois mouchetures d’hermine de sable et surmonté de l’inscription « Evriguet » en lettres de sable. |
| Blason de Évriguet | Détails | * Il y a là non-respect de la règle de contrariété des couleurs : ces armes sont fautives (sable sur gueules).                                        |

- Haut – A
- B
- C
- D
- E
- F
- G
- H
- I
- J
- K
- L
- M
- N
- O
- P
- Q
- R
- S
- T
- U
- V
- W
- X
- Y
- Z

## F
| Blason de Faouët (Le) | Blason  | D'argent à cinq fusées de gueules accolées et rangées en fasce.                                               |
| Blason de Faouët (Le) | Détails | Armes de la famille de Bouteville, baronnie du Faoët (1275). Le statut officiel du blason reste à déterminer. |

| Blason de Férel | Blason  | D'azur à la Vierge à l'Enfant d'or, à la bordure gironnée du champ et du second. |
| Blason de Férel | Détails | Le statut officiel du blason reste à déterminer.                                 |

| Blason de Fougerêts (Les) | Blason  | D'or au plant de fougère arraché de trois feuilles de sinople, à la champagne coupée ondée d'hermine et d'azur à un poisson d'argent ; au chef denché de sinople à cinq palis d'ardoise d’argent accolés. |
| Blason de Fougerêts (Les) | Détails | Armes parlantes. (plant de fougère) Création J.-P. Fernandez. |

Pas de blason connu pour les communes suivantes : Forges (Les).
- Haut – A
- B
- C
- D
- E
- F
- G
- H
- I
- J
- K
- L
- M
- N
- O
- P
- Q
- R
- S
- T
- U
- V
- W
- X
- Y
- Z

## G
| Blason de Gacilly (La) | Blason  | Écartelé : au 1er d'or semé de fleurs de lys d'azur, au franc-canton de gueules, au 2d vairé d'azur et d'or de deux tires, au 3e palé d'or et de gueules, au 4e, d'azur à dix besants d'or ordonnés 4, 3, 2 et 1. |
| Blason de Gacilly (La) | Détails | Écartelé de Thouars, de Plessis d'Angier, d'Amboise et de Rieux. Armes de la chatellenie de la Gacilly en 1454. Le statut officiel du blason reste à déterminer.                                                  |

| Blason de Gâvres | Blason  | D'hermine à une chèvre d'or accompagnée en chef d'une lettre capitale G de gueules ; au chef d'azur à une sardine d'argent. |
| Blason de Gâvres | Détails | Création M. van Berten. |

| Blason de Glénac | Blason  | Taillé de sinople à un héron contourné d'argent becqué et membré d'or, et d'azur à une anguille ondoyante d'argent lorée d'or ; une traverse d'argent chargée de trois mouchetures d'hermine de sable brochant sur la partition. |
| Blason de Glénac | Détails | Le statut officiel du blason reste à déterminer. |

| Blason de Gourhel | Blason  | Coupé ondé d’azur à un triskel d’or et d’or à une moucheture d’hermine de sable. |
| Blason de Gourhel | Détails | Création Bernard Le Ny-Jegat de 1997, adoptée en 2015.                           |

| Blason de Gourin | Blason  | Écartelé d'argent à cinq fusées de gueules accolées en fasce et surmontées de quatre roses du même rangées en fasce ; et d'azur à la croix pattée alésée d'or ; au chef d'hermine. |
| Blason de Gourin | Détails | Création Jean Hénaff. Les armes de Kergoët ornent les places d'honneur. |

| Blason de Grand-Champ | Blason  | D'azur au chevron d'or, au chef d'hermine.                                     |
| Blason de Grand-Champ | Détails | Armes de l'abbaye de Lanvaux. Le statut officiel du blason reste à déterminer. |

| Blason de Grée-Saint-Laurent (La) | Blason  | De gueules au chevron écimé d'argent, accompagné en chef d'un lambel du même à quatre pendants chargés chacun d'une moucheture d'hermine de sable, et en pointe d'une macle d'or soutenue d'une divise ondée d'argent. |
| Blason de Grée-Saint-Laurent (La) | Détails | Armes de l'abbaye de Lanvaux. Le statut officiel du blason reste à déterminer. |

| Blason de Groix (Île de) | Blason  | Parti d'argent à cinq mouchetures d'hermine de sable, et d'azur à un bateau de pêche du premier habillé de gueules, accompagné à senestre d'une falaise de sinople* mouvant du flanc et sommée d'un phare du premier allumé de gueules ; à la bordure du premier ; une ancre de sable brochant sur la partition et la bordure, l'organeau soutenu à dextre par un lion de mer aussi d'argent et à senestre par un requin du même. |
| Blason de Groix (Île de) | Détails | Création de M. Stephan. Le statut officiel du blason reste à déterminer. |

| Blason de Guégon | Blason  | Écartelé : au 1er de gueules à trois clochers d'or mouvant de la partition, celui du centre, plus élevé, au 2d d'argent à deux fasces ondées d'azur, au 3e de sinople à la barre chargée de trois mouchetures d'hermine de sable, au 4e de gueules à trois épis d'or disposés en pal-sautoir. |
| Blason de Guégon | Détails | Création de M. B. Frelaut. Le statut officiel du blason reste à déterminer. |

| Blason de Guémené-sur-Scorff | Blason  | Écartelé : au 1er de gueules à neuf macles d'or 3, 3 et 3, au 2d d'hermine plein, au 3e de sinople à une fasce ondée d'azur*, au 4e de gueules à une croix dentelée d'or. |
| Blason de Guémené-sur-Scorff | Détails | Au 1er de Rohan, au 2d de Bretagne et au 4e de Beaumetz ou Beaumez. * Il y a là non-respect de la règle de contrariété des couleurs : ces armes sont fautives (azur sur sinople). création de ce blason signée J.-C. Renaud. Le statut officiel du blason reste à déterminer. |

| Blason de Guénin | Blason  | D'azur au chevron d'argent accompagné en chef d'une croisette aiguisée gironnée de sable et d'argent de huit pièces et accostée de deux crosserons d'or adossés en chevron versé, et en pointe d'un loup passant du second, à la filière d'or brochante. |
| Blason de Guénin | Détails | Création collégiale du Conseil Municipal du lieu. Le statut officiel du blason reste à déterminer. |

| Blason de Guer | Blason  | D'azur à sept macles d'or ordonnées trois, trois et une, au franc-canton brochant d'argent fretté de huit pièces de gueules.               |
| Blason de Guer | Détails | Armes de la famille de Guer, ramage de Le Sénéchal de Carcado, brisées d'un franc-canton. Le statut officiel du blason reste à déterminer. |

| Blason de Guerno (Le) | Blason  | Taillé d'argent à la croix alésée pattée de gueules, et de gueules à la croix de Malte d'argent, au canton senestre du chef de gueules à trois macles d'argent. |
| Blason de Guerno (Le) | Détails | Création Bernard Le Ny-Jégat |

| Blason de Guidel | Blason  | Écartelé : au 1er d'azur à la Chapelle Notre-Dame de Pitié d'or mouvant de la partition, au 2d de gueules à neuf macles d'or, 3,3 et 3, au 3e d'argent à trois fasces de gueules, au 4e d'azur à la nef de sable* équipée et flammée d'argent, la voile chargée de trois mouchetures d'hermine du second, voguant sur une tierce ondée et abaissée aussi d'argent. Devise« Leal ha fidel berped » (« Loyal et fidèle toujours ») |
| Blason de Guidel | Détails | * Il y a là non-respect de la règle de contrariété des couleurs : ces armes sont fautives (sable sur azur au 4e).. Création de M. S. Gauthier. Le statut officiel du blason reste à déterminer. |

| Blason de Guilliers | Blason  | D'azur à trois têtes de loups arrachées de gueules. |
| Blason de Guilliers | Détails | * Il y a là non-respect de la règle de contrariété des couleurs : ces armes sont fautives (gueules sur azur). Le statut officiel du blason reste à déterminer. |

Pas de blason connu pour les communes suivantes : Gestel - Guéhenno - Gueltas - Guillac - Guiscriff.
- Haut – A
- B
- C
- D
- E
- F
- G
- H
- I
- J
- K
- L
- M
- N
- O
- P
- Q
- R
- S
- T
- U
- V
- W
- X
- Y
- Z

## H
| Blason de Helléan | Blason  | D'argent à trois chevrons de gueules, à l'homme d'armes à pied et de face d’or armé brochant et accompagné en pointe de l'inscription « Tihel » en lettres capitales de sable; au chef d'or chargé de trois arbres de sinople soutenus d'une rivière d'azur. |
| Blason de Helléan | Détails | * Il y a là non-respect de la règle de contrariété des couleurs : ces armes sont fautives (or sur argent). Création Jean-François Binon. Adopté le 9 mai 2019.                                                                                               |

| Blason de Hennebont | Blason  | D'azur au navire contourné de trois mâts de sable, habillé d'hermine, flammé de gueules et voguant sur une mer d'argent.                                       |
| Blason de Hennebont | Détails | Ces armes diffèrent quelque peu selon les sources : Attention avant de prendre cette version pour référence ! Le statut officiel du blason reste à déterminer. |

| Blason de Hézo (Le) | Blason  | Taillé d'argent à six mouchetures d'hermine de sable, trois, deux et une, et d'azur à une aigrette posée sur un îlot planté de joncs mouvant de la pointe, le tout d'argent ; à la barre crénelée d'or brochant sur la partition. |
| Blason de Hézo (Le) | Détails | Le statut officiel du blason reste à déterminer. |

Pas de blason connu pour les communes suivantes : Hœdic.
- Haut – A
- B
- C
- D
- E
- F
- G
- H
- I
- J
- K
- L
- M
- N
- O
- P
- Q
- R
- S
- T
- U
- V
- W
- X
- Y
- Z

## I
| Blason de Île-aux-Moines | Blason  | D'azur à l'île de sinople baignée d'une mer d'argent, à l'ancre marine d'or, la trabe chargée des mots « IZ ENAH » en lettres capitales de sable, passée en sautoir avec une crosse d'or, brochant toutes deux sur le tout; au chef d'hermine. |
| Blason de Île-aux-Moines | Détails | Le statut officiel du blason reste à déterminer. |

| Blason de Île-d'Arz | Blason  | D'argent à trois quintefeuilles de gueules et à la filière d'azur.                                       |
| Blason de Île-d'Arz | Détails | Armes de la famille d'Ars brisées d'une filière d'azur. Le statut officiel du blason reste à déterminer. |
| Blason de Île-d'Arz | Alias   | D'argent à trois quintefeuilles de gueules. Famille d'Ars.                                               |

| Blason de Île-d'Houat | Blason  | D'azur à une fleur de lys de mer d'argent. |
| Blason de Île-d'Houat | Détails | Création Abbé Marquer.                     |

| Blason de Inzinzac-Lochrist | Blason  | D'azur au pal ondé d'hermine, un phénix d'or sur son immortalité de gueules brochant. DeviseDour ha tan (« Eau et feu »). |
| Blason de Inzinzac-Lochrist | Détails | Le statut officiel du blason reste à déterminer.                                                                          |

Pas de blason connu pour les communes suivantes : Inguiniel.
- Haut – A
- B
- C
- D
- E
- F
- G
- H
- I
- J
- K
- L
- M
- N
- O
- P
- Q
- R
- S
- T
- U
- V
- W
- X
- Y
- Z

## J
| Blason de Josselin | Blason  | Parti de gueules au lion d'argent couronné et lampassé d'or ; et du premier au château d'or de trois tours, ajouré de sable, au franc-canton d'hermine. |
| Blason de Josselin | Détails | Parti des armes de Clisson et du comté de Porhoët. Le statut officiel du blason reste à déterminer.                                                     |

- Haut – A
- B
- C
- D
- E
- F
- G
- H
- I
- J
- K
- L
- M
- N
- O
- P
- Q
- R
- S
- T
- U
- V
- W
- X
- Y
- Z

## K
| Blason de Kerfourn | Blason  | Parti de sinople à un four d'argent maçonné et ouvert de sable, et de gueules à un fer à cheval renversé d'or; le tout sommé d'un chef d'argent chargé de trois mouchetures d'hermine de sable. |
| Blason de Kerfourn | Détails | Armes parlantes. (four) Création de Mme Kergen, MM. Binon et Jehanno, adoptée le 8 novembre 2012.                                                                                               |

| Blason de Kernascléden | Blason  | Écartelé : au 1er d'azur à trois chevrons d'argent, au 2d d'or à trois macles de gueules, au 3e d'or à trois mouchetures d'hermine de sable, au 4e d'azur à la bande ondée d'argent ; sur le tout de gueules à la chapelle du lieu d'argent essorée et maçonnée de sable. |
| Blason de Kernascléden | Détails | Le statut officiel du blason reste à déterminer. |

| Blason de Kervignac | Blason  | De gueules à une épée abaissée d'or sommée d'une couronne ducale du même, transperçant un dragon de sable papelonné, armé et lampassé du second. |
| Blason de Kervignac | Détails | Création de M. L. Ermoy. Le statut officiel du blason reste à déterminer.                                                                        |

Pas de blason connu pour les communes suivantes : Kergrist.
- Haut – A
- B
- C
- D
- E
- F
- G
- H
- I
- J
- K
- L
- M
- N
- O
- P
- Q
- R
- S
- T
- U
- V
- W
- X
- Y
- Z

## L
| Blason de Landaul | Blason  | Coupé d'hermine à une hure de sable défendue d'argent, et d'azur à dix billettes d'argent ordonnées 4, 3, 2, et 1 ; à la bordure de gueules chargée de huit besants d'or. |
| Blason de Landaul | Détails | Création de M. J.-C. Renaud. Le statut officiel du blason reste à déterminer.                                                                                             |

| Blason de Landévant | Blason  | D'or à l'éclair de gueules en barre et taillant l'écu, accompagné de deux mouchetures d'hermine de sable. |
| Blason de Landévant | Détails | Le statut officiel du blason reste à déterminer.                                                          |

| Blason de Lanester | Blason  | De gueules herminé d'or, au mantel d'argent chargé de six burelles ondées d'azur DeviseEnsemble et pour tous.                     |
| Blason de Lanester | Détails | Création de M. L. Ermoy. Le statut officiel du blason reste à déterminer.                                                         |
| Blason de Lanester | Alias   | D'argent burelé-ondé de six pièces d'azur, à la pile de gueules herminée d'or mouvant de la pointe et brochante[réf. nécessaire]. |

| Blason de Langonnet | Blason  | D'azur à deux épées d'or passées en sautoir, soutenant une couronne antique d'argent chargée de trois mouchetures d'hermine de sable. |
| Blason de Langonnet | Détails | Création de B. Frelaut. Le statut officiel du blason reste à déterminer.                                                              |

| Blason de Languidic | Blason  | D'azur au chevron d'hermine accompagné en chef de deux étoiles et en pointe d'une fleur de pommier feuillée, le tout d'or. DeviseBleuein ha frehein (Freurir et fructifier). |
| Blason de Languidic | Détails | Création de M. l'Abbé Marquer, et M. H. Martin en 1963. |

| Blason de Lantillac | Blason  | Parti d’hermine plain, et d'un coupé de gueules à neuf macles d’or, et d’azur à dix billettes d’or, 4, 3, 2 et 1; sur le tout, d’argent à la fasce de sable frettée d’or et accompagnée de trois roses de gueules boutonnées d’or. |
| Blason de Lantillac | Détails | Parti des armes de Bretagne, et d'un coupé de Rohan. Conflit héraldique : Sur la rangée de deux billettes, celle de dextre est représentée de sable. Le statut officiel du blason reste à déterminer.                              |

| Blason de Larmor-Baden | Blason  | D'azur à deux jumelles courbées d'or au canton du chef d'argent chargé d'une moucheture d'hermine de sable et accosté de deux étoiles d'or. |
| Blason de Larmor-Baden | Détails | Le statut officiel du blason reste à déterminer.                                                                                            |

| Blason de Larmor-Plage | Blason  | D'azur à une tour-clocher d'or maçonnée de sable et pavillonée de tricolore au niveau de sa terrasse à senestre ; au chef, parti de gueules à neuf macles d'or ordonnées 3, 3 et 3 et d'hermine. DeviseBon vent à qui me salue. |
| Blason de Larmor-Plage | Détails | Création de M. L. Ermoy. Le statut officiel du blason reste à déterminer. |

| Blason de Larré | Blason  | Coupé d'un parti d'azur à six annelets d'or 3, 2 et 1, et d'un vairé du second et du premier ; et de gueules à trois coquilles d'argent. |
| Blason de Larré | Détails | Le statut officiel du blason reste à déterminer.                                                                                         |

| Blason de Lauzach | Blason  | D'azur au chevron de gueules bordé d'or, soutenu d'une coquille du même (cousue de gueules); au chef d'hermine. |
| Blason de Lauzach | Détails | Création de M. B. le Ny-Jégat.                                                                                  |

| Blason de Lignol | Blason  | De gueules à une moucheture d'hermine d'or adextrée d'une clé d'argent et senestrée d'une épée haute du même ; au chef ondé d'argent chargé de trois quintefeuilles d'azur. |
| Blason de Lignol | Détails | Le statut officiel du blason reste à déterminer. |

| Blason de Lizio | Blason  | Coupé: au 1er re-coupé au I d'hermine plain au II parti d'or à la croisette pattée de gueules et d'azur à la coquille d'or, au 2e d'argent au chêne de sinople englanté de huit pièces d'or. |
| Blason de Lizio | Détails | Le statut officiel du blason reste à déterminer. |

| Blason de Locmaria-Grand-Champ | Blason  | D'or au cerf passant de gueules, au chef d'hermine. |
| Blason de Locmaria-Grand-Champ | Détails | Création M Oglio.                                   |

| Blason de Locmariaquer | Blason  | Coupé : au 1er de sinople au dolmen d'argent, au 2e d'azur au voilier d'or; à la fasce d'argent chargée de cinq mouchetures d'hermine de sable brochant sur le coupé. |
| Blason de Locmariaquer | Détails | Création Jean-Baptiste Corlobé (années 30). Devise : « kaër é mem bro » (Le pays de Kaër est mon pays).                                                               |

| Blason de Locminé | Blason  | Parti d'azur à huit maillets d'or posés 2, 1, 2, 1 et 2 ; et d'argent fretté du premier, au reliquaire d'or brochant ; au comble d'argent à sept mouchetures d'hermine de sable ; à la filière d'or brochant sur les partitions. |
| Blason de Locminé | Détails | Le statut officiel du blason reste à déterminer. |

| Blason de Locmiquélic | Blason  | Parti, d'azur à un navire de gueules sous voiles d'argent mouvant du flanc, et aussi du premier à un bâtiment du second mouvant de la partition ; au chef d'hermine ; une ancre de sable sans anneau brochant sur les partitions. |
| Blason de Locmiquélic | Détails | Le statut officiel du blason reste à déterminer. |

| Blason de Locqueltas | Blason  | Divisé en chevron: au 1er d'azur à deux gerbes de blé d'or, au 2e d'or à deux fasces de gueules; au chevron d'argent chargé de trois mouchetures d'hermine de sable posées à plomb brochant sur la partition. |
| Blason de Locqueltas | Détails | Le statut officiel du blason reste à déterminer. |
| Blason de Locqueltas | Alias   | D'azur au chevron d'argent chargé de trois mouchetures d'hermine de sable, accompagné en chef de deux gerbes de blé d'or et en pointe d'une fleur de lys de mer d'argent.                                     |

| Blason de Lorient | Blason  | De gueules à un trois-mâts d'argent, équipé et flammé du même, voguant sur une mer de sinople, accompagné d'un soleil d'or se levant derrière un mont de trois coupeaux d'argent posés à dextre et mouvant de la mer ; au franc-canton d'hermine ; au chef cousu d'azur besanté d'or. DeviseAb Oriente refulget (L'Orient la fait resplendir) |
| Blason de Lorient | Détails | * Ces armes emploient le terme « cousu » dans le seul but de contrevenir à la règle de contrariété des couleurs : elles sont fautives : sinople et azur sur gueules. Armes par allusion : le soleil levant au flanc dextre de l'écu fait allusion à l'Orient. Le statut officiel du blason reste à déterminer.                                |

| Blason de Loyat | Blason  | De sable à trois aiglettes d'argent.             |
| Blason de Loyat | Détails | Le statut officiel du blason reste à déterminer. |

Pas de blason connu pour les communes suivantes : Langoëlan - Lanouée - Lanvaudan - Lanvénégen - Limerzel - Locmalo - Locmaria - Locoal-Mendon.
- Haut – A
- B
- C
- D
- E
- F
- G
- H
- I
- J
- K
- L
- M
- N
- O
- P
- Q
- R
- S
- T
- U
- V
- W
- X
- Y
- Z

## M
| Blason de Malestroit | Blason  | De gueules à neuf besants d'or ordonnés 3, 3 et 3. Devise« quae numerat nummos non malestricta domus ». |
| Blason de Malestroit | Détails | Armes de la famille du nom. Le statut officiel du blason reste à déterminer.                            |

| Blason de Marzan | Blason  | Écartelé d'azur à un pont de trois arches d'argent maçonné de sable, et du premier au lion morné contourné du second. |
| Blason de Marzan | Détails | Armes des familles de Pontbriand et du Breil. Le statut officiel du blason reste à déterminer.                        |

| Blason de Mauron | Blason  | De gueules, à un léopard d'argent. Devise« Foi de Bréhand vaut mieux qu'argent ». |
| Blason de Mauron | Détails | Armes de la famille de Bréhand. Le statut officiel du blason reste à déterminer.  |

| Blason de Melrand | Blason  | Parti d'hermine et d'or au calvaire du lieu au naturel, au chef de sinople chargé d'un laboureur conduisant une charrue tractée par un bœuf, le tout de sable*. DeviseDisket melrandiz petra en dès groeit ho tadeù |
| Blason de Melrand | Détails | * Il y a là non-respect de la règle de contrariété des couleurs : ces armes sont fautives (sable sur sinople). Création de M. P. Ingert. Le statut officiel du blason reste à déterminer.                           |

| Blason de Ménéac | Blason  | De gueules à trois écussons d'argent chargés chacun de trois mouchetures d'hermine de sable. |
| Blason de Ménéac | Détails | Armes de la famille du Bé. Le statut officiel du blason reste à déterminer.                  |

| Blason de Merlevenez | Blason  | Coupé, au un parti d'or au cheval gai monté par deux templiers portant lances et boucliers, le tout de sable, et de gueules au moulin à vent d'argent maçonné de sable, au deux d'azur à un porche roman fermé d'argent, à la trangle ondée d'argent brochant sur le coupé. |
| Blason de Merlevenez | Détails | Le statut officiel du blason reste à déterminer. |

| Blason de Meslan | Blason  | De gueules, à un sautoir d'argent, au chef d'hermine.                          |
| Blason de Meslan | Détails | Création J-C Renaud. Armes de la famille de Stanghingant, brisées de Bretagne. |

| Blason de Mohon | Blason  | Écartelé : au 1er trois croix de calvaire mal ordonnées, au 2e un chêne, au 3e trois burelles ondées, au 4e un trèfle accompagné de trois étoiles. |
| Blason de Mohon | Détails | Le statut officiel du blason reste à déterminer.                                                                                                   |

| Blason de Molac | Blason  | De gueules à sept macles d'argent posées 3, 3 et 1.                                                          |
| Blason de Molac | Détails | Armes de la famille de Molac, ramage de la Maison de Rohan. Le statut officiel du blason reste à déterminer. |

| Blason de Monterblanc | Blason  | Taillé de sinople semé de mouchetures d'hermine de sable*, et de gueules à une clef de sable* versée posée en barre accompagnée en pointe d'une double arche en ogive du même* ; une traverse d'argent brochant sur la partition. DeviseSterhuen. |
| Blason de Monterblanc | Détails | * Il y a là non-respect de la règle de contrariété des couleurs : ces armes sont fautives (sable sur sinople et gueules). Le statut officiel du blason reste à déterminer.                                                                        |

| Blason de Monterrein | Blason  | Parti : au 1er d'azur à la colombe en vol et contournée d'argent, au 2e de sinople au menhir d'or entaillé au sommet ; le tout sommé d'un chef d'argent chargé de trois croisettes cerclées de sable. |
| Blason de Monterrein | Détails | Le statut officiel du blason reste à déterminer. |

| Blason de Moréac | Blason  | Parti d'un mi-parti de gueules à neuf macles d'or ordonnées 3, 3 et 3, et d'un coupé d'azur à la croix ancrée d'argent, et du même à trois fasces de gueules. |
| Blason de Moréac | Détails | Parti des armes de Rohan et d'un coupé de Moréac et des Lanvaux. Le statut officiel du blason reste à déterminer.                                             |

| Blason de Moustoir-Remungol | Blason  | Parti de sable à l'arcature ogivale d'argent ouverte de sinople et mouvant des flancs, le pilier dextre muni d'une stalle où est assis un moine d'argent couvert de sa coule et méditant ; et d'un coupé de gueules à un épi de blé tigé et feuillé d'argent posé en barre mouvant de la partition, et d'azur à trois mouchetures d'hermine de sable*. |
| Blason de Moustoir-Remungol | Détails | * Il y a là non-respect de la règle de contrariété des couleurs : ces armes sont fautives (sable sur azur au 3e).. Blason historique depuis le 1er janvier 2016 : Moustoir-Remungol a fusionné avec les communes de Naizin et Remungol au sein de la commune nouvelle d'Évellys.                                                                       |

| Blason de Muzillac | Blason  | De gueules au léopard lionné d'hermine.                                           |
| Blason de Muzillac | Détails | Armes de la famille de Muzillac. Le statut officiel du blason reste à déterminer. |

Pas de blason connu pour les communes suivantes : Malansac - Malguénac - Meucon - Missiriac  - Molac - Monteneuf - Montertelot - Moustoir-Ac.
- Haut – A
- B
- C
- D
- E
- F
- G
- H
- I
- J
- K
- L
- M
- N
- O
- P
- Q
- R
- S
- T
- U
- V
- W
- X
- Y
- Z

## N
| Blason de Néant-sur-Yvel | Blason  | D'argent à la croisette latine du même posée sur un mont isolé de sable et soutenue de deux feuilles de chêne de sinople, les pétioles passés en sautoir en pointe; au chef parti au 1er de gueules à sept macles d'or ordonnées 3, 3 et 1 et surmontées d'un lambel de quatre pendants d'argent, au 2e d'azur à la lettre capitale M sommée de la lettre capitale V, le tout d'or et surmonté d'une épée basse d'argent garnie d'or. DeviseCaritas super eminat. |
| Blason de Néant-sur-Yvel | Détails | Création J-C Renaud et Y Garaud |

| Blason de Neulliac | Blason  | Parti: au 1er de gueules à la clé d'argent à dextre et à l'épée basse d'or à senestre, au 2e d'argent à trois mouchetures d'hermine de sable; le tout sommé d'un chef de sinople chargé d'une ancre marine versée d'or accostée de deux pommes de pin du même, le pédoncule en bas. |
| Blason de Neulliac | Détails | Création Jean-François Binon. |

| Blason de Nivillac | Blason  | Parti d'azur et de sinople, à un pont de deux arches et deux demies d'or, crénelé et maçonné de sable, soutenu d'une divise ondée d'argent, le tout brochant sur le parti ; au chef triangulaire ployé d'hermine brochant.                                                                                            |
| Blason de Nivillac | Détails | Le statut officiel du blason reste à déterminer. |
| Blason de Nivillac | Alias   | Parti, au un d'azur à la champagne ondée d'argent sommée d'une terrasse de sinople en pente ascendante vers l'abîme, soutenant un pont d'or à trois arches maçonnées de sable, au deux d'argent à un épi de blé d'or posé en pal ; au chef d'hermine. Armoiries des villes de Bretagne, Michel Froger. Blason fautif. |

| Blason de Nostang | Blason  | D'azur à la bande d'argent chargée de cinq mouchetures d'hermine de sable posées en pal, accompagnée en chef d'un épi de maïs d'or feuillé de sinople et en pointe de deux clefs d'or posées en sautoir. |
| Blason de Nostang | Détails | Le statut officiel du blason reste à déterminer. |

| Blason de Noyal-Muzillac | Blason  | Mi-tranché de gueules au léopard lionné d'hermine, et d'argent à trois fasces de sable.       |
| Blason de Noyal-Muzillac | Détails | Armes des familles de Muzillac et Le Closne. Le statut officiel du blason reste à déterminer. |

| Blason de Noyalo | Blason  | Tranché de gueules à une roue de timonier de sable*, et d'azur à une loutre d'or sautante et ployée ; une cotice d'argent en bande, chargée de cinq mouchetures d'hermine de sable, brochant sur la partition. |
| Blason de Noyalo | Détails | * Il y a là non-respect de la règle de contrariété des couleurs : ces armes sont fautives (sable sur gueules ). Le statut officiel du blason reste à déterminer.                                               |

| Blason de Noyal-Pontivy | Blason  | Taillé d'azur à Sainte Noyale d'argent tenant son chef entre les mains, et d'un mi-taillé de gueules à neuf macles d'or 3, 3 et 3. |
| Blason de Noyal-Pontivy | Détails | Armes parlantes. Création de MM. Delhaye et Renaud, Dessin de M. D. Venière. Le statut officiel du blason reste à déterminer.      |

- Haut – A
- B
- C
- D
- E
- F
- G
- H
- I
- J
- K
- L
- M
- N
- O
- P
- Q
- R
- S
- T
- U
- V
- W
- X
- Y
- Z

## P
| Blason de Palais (Le) | Blason  | Mi-parti de France et de Navarre.                |
| Blason de Palais (Le) | Détails | Le statut officiel du blason reste à déterminer. |

| Blason de Péaule | Blason  | D'argent à la divise ondée d'azur en pointe, accompagnée d'un pin arraché de sinople adextré d'une merlette de sable ; au franc-canton de gueules chargé d'une moucheture d'hermine d'or. |
| Blason de Péaule | Détails | Armes de l'ancien doyenné de Péaule gravées sur un calvaire du lieu. Création Bernard Le Ny-Jégat.                                                                                        |

| Blason de Peillac | Blason  | D'argent à trois merlettes de sable.             |
| Blason de Peillac | Détails | Le statut officiel du blason reste à déterminer. |

| Blason de Pénestin | Blason  | D'or à un navire d'argent*, habillé et flammé du même, voguant sur une trangle ondée d'azur, à la bordure gironnée d'or et d'azur.                          |
| Blason de Pénestin | Détails | * Il y a là non-respect de la règle de contrariété des couleurs : ces armes sont fautives (argent sur or). Le statut officiel du blason reste à déterminer. |

| Blason de Persquen | Blason  | Tiercé en pairle renversé: au 1er d'argent à trois mouchetures d'hermine de sable, au 2e d'azur à la cotice ondée en barre d'argent, alésée en pointe et accompagnée de trois poires feuillées d'or, deux à dextre rangées en barre, une à senestre, au 3e de sinople au lion d'or couché sur un glaive d'argent, posé en fasce, la garde d'or à dextre. |
| Blason de Persquen | Détails | Le statut officiel du blason reste à déterminer. |

| Blason de Plescop | Blason  | D'argent à la fasce de gueules chargée de trois besants d'or et accompagnée de six mouchetures d’hermine de sable ordonnées trois et trois. |
| Blason de Plescop | Détails | Le statut officiel du blason reste à déterminer.                                                                                            |

| Blason de Pleucadeuc | Blason  | Contre-vairé d'or et de sinople de quatre tires, sur le tout coupé ondé d'hermine et d'azur à la bordure de gueules. |
| Blason de Pleucadeuc | Détails | Création de Bernard Le Ny-Jegat Le statut officiel du blason reste à déterminer.                                     |

| Blason de Pleugriffet | Blason  | Coupé de sinople et d'hermine, au lion de l'un en l'autre, armé, lampassé et couronné d'or, et accompagné en chef de deux macles du même. |
| Blason de Pleugriffet | Détails | Le statut officiel du blason reste à déterminer.                                                                                          |

| Blason de Ploemeur | Blason  | D'azur au navire d'or, habillé et pavillonné du même, voguant sur une mer d'argent; au chef d'argent chargé de trois mouchetures d'hermine de sable. |
| Blason de Ploemeur | Détails | Le statut officiel du blason reste à déterminer. |

| Blason de Ploërdut | Blason  | De gueules à la fasce diminuée d'argent chargée d'un entrelacs de sable mouvant des flancs, accompagnée en chef de deux macles d'or et en pointe d'un buste nimbé de Saint Iltut du même, au chef aussi d'argent chargé de cinq mouchetures d'hermine de sable. |
| Blason de Ploërdut | Détails | Le statut officiel du blason reste à déterminer. |

| Blason de Ploeren | Blason  | Parti au premier d'argent à deux fasces de sable et au chef de gueules chargé d'un maillet d'or, au deuxième de gueules à six besants d'or ordonnés 2, 2 et 2 et au chef d'hermine.                                                            |
| Blason de Ploeren | Détails | Parti des armes de Garo et de Camarec, toutes deux issues de Croisés ; le maillet en chef représente la famille « Le Meilleur » dont un membre fut conseiller au présidial de Vannes en 1723. Le statut officiel du blason reste à déterminer. |

| Blason de Ploërmel | Blason  | D'hermine au léopard lionné de sable couronné d'azur tenant de sa patte dextre une bannière du même chargée de cinq mouchetures d'hermine d'argent ordonnées trois et deux. |
| Blason de Ploërmel | Détails | Le statut officiel du blason reste à déterminer. |

| Blason de Plouay | Blason  | De sinople au pairle d'or, au chef d'hermine chargé d'une trangle ondée d'azur. DeviseDigemér mat é Ploué (bon accueil à Plouay). |
| Blason de Plouay | Détails | Le statut officiel du blason reste à déterminer.                                                                                  |

| Blason de Plouhinec | Blason  | Tiercé en bande : 1) de sinople chargé d'un écureuil d'or -2) de gueules chargé en chef d'un menhir d'or -3) d'azur au poisson contourné d'or – au chef cousu d'azur chargé d'un pont suspendu cousu de sable mouvant des flancs. |
| Blason de Plouhinec | Détails | Création Loïc Ermoy. * Ces armes emploient le terme « cousu » dans le seul but de contrevenir à la règle de contrariété des couleurs : elles sont fautives.                                                                       |

| Blason de Plouray | Blason  | D'argent au croissant de sable accompagné de trois étoiles de gueules; au chef de sable émanché de deux pièces et deux demies chargée de deux et deux demies mouchetures d'hermine d'argent, les demies mouvantes des flancs. |
| Blason de Plouray | Détails | Armes de la famille Le Trancher. Le statut officiel du blason reste à déterminer. |

| Blason de Pluherlin | Blason  | Écartelé : au 1er d'argent à la croix d'azur, au 2e de gueules à un maillet en barre accompagné à senestre en pointe d'un burin en pal, le tout d'or, au 3e de gueules à un menhir d'or, au 4e d'argent à un moulin du même à la roue à aubes de sable soutenu d'une jumelle ondée d'azur. |
| Blason de Pluherlin | Détails | Le statut officiel du blason reste à déterminer. |

| Blason de Plumelec | Blason  | D'or à la crosse d'argent accostée de deux pals d'azur chacun demi-potencé en chef, le premier à dextre, le second à senestre, et dardés sur leurs côtés de pointes en courtoisie, huit sur chaque pal et deux sur chaque demi-potence, la demi-potence dextre chargée de trois mouchetures d'hermine d'argent rangées en fasce et celle de senestre chargée de trois meuniers (poissons) d'argent posés en fasce l'un sur l'autre. Devise« vive valeque ». |
| Blason de Plumelec | Détails | * Il y a là non-respect de la règle de contrariété des couleurs : ces armes sont fautives (argent sur or). |

| Blason de Pluméliau | Blason  | D'azur à l'épée d'argent garnie d'or, accompagnée de sept roses d'or aboutées et ordonnées en cercle et brochant sur la lame (en orle). |
| Blason de Pluméliau | Détails | Le statut officiel du blason reste à déterminer.                                                                                        |

| Blason de Plumelin | Blason  | D'azur au sautoir d'or chargé en cœur d'une moucheture d'hermine de sable, cantonné en chef et aux flancs de trois gerbes de blé et en pointe d'une macle, le tout aussi d'or. |
| Blason de Plumelin | Détails | Adopté le 21 novembre 1997 |

| Blason de Plumergat | Blason  | D'argent à la bande de gueules accompagnée en chef de douze mouchetures d’hermine de sable ordonnées 4, 4, 2, 2, la septième vidée ; et en pointe de trois épis de seigle de sinople posés en pal dans le sens de la bande. |
| Blason de Plumergat | Détails | Création Froger et Pressensé (1999). |

| Blason de Pluvigner | Blason  | Écartelé d'or et de gueules, à la bordure engrêlée de l'un en l'autre |
| Blason de Pluvigner | Détails | Le statut officiel du blason reste à déterminer.                      |

| Blason de Pont-Scorff | Blason  | D'azur au pont de trois arches d'argent, accompagné en chef senestre de trois besants d'or, et en pointe d'une macle d'or ; au franc-canton d'or chargé d'une croisette de gueules. |
| Blason de Pont-Scorff | Détails | Le statut officiel du blason reste à déterminer. |

| Blason de Pontivy | Blason  | De gueules à neuf macles d'or aboutées et accolées 3, 3 et 3. |
| Blason de Pontivy | Détails | Attribué par ordonnance du 24 janvier 1698 par Charles D'Hozier. |
| Blason de Pontivy | Alias   | D'azur au pont à trois arches d'argent maçonnées de sable, accompagné en chef de deux macles aussi d'argent et en pointe d'une moucheture d'hermine de sable. * Il y a là non-respect de la règle de contrariété des couleurs : ces armes sont fautives. |

| Blason de Porcaro | Blason  | De gueules au héron d'argent, becqué et membré de sable. |
| Blason de Porcaro | Détails | Le statut officiel du blason reste à déterminer.         |

| Blason de Port-Louis | Blason  | D'azur à une ancre d'argent surmontée de trois fleurs de lys d'or rangées en chef. |
| Blason de Port-Louis | Détails | Le statut officiel du blason reste à déterminer.                                   |

| Blason de Priziac | Blason  | Coupé d'un parti de sable à la croix cannelée d'argent et de gueules à un crosseron épiscopal d'or ; et d'argent à deux fasces ondées d'azur, à une roue de moulin de sable mouvant de la seconde fasce et brochant sur la première. |
| Blason de Priziac | Détails | Le statut officiel du blason reste à déterminer. |

Pas de blason connu pour les communes suivantes : Plaudren - Ploemel - Plougoumelen - Plouharnel - Pluneret.
- Haut – A
- B
- C
- D
- E
- F
- G
- H
- I
- J
- K
- L
- M
- N
- O
- P
- Q
- R
- S
- T
- U
- V
- W
- X
- Y
- Z

## Q
| Blason de Questembert | Blason  | D'or à un châtaignier arraché de sinople.        |
| Blason de Questembert | Détails | Le statut officiel du blason reste à déterminer. |

| Blason de Quiberon | Blason  | D'azur à une ancre de marine d'or dont la stangue retient une vergue de même, pavillonée à dextre d'argent, la vergue retenant une voile triangulaire d'or chargée de trois fleurs de lys de gueules, au chef de gueule à l'hermine passante portant son mantel d'hermine doublé d'or. |
| Blason de Quiberon | Détails | * Il y a là non-respect de la règle de contrariété des couleurs : ces armes sont fautives (gueules sur azur). La stangue d'une ancre est son axe vertical. Création Loïc Ermoy. Adoptée en 1974.                                                                                       |

| Blason de Quistinic | Blason  | Parti de sinople à trois châtaignes d'or ; et d'un reparti ondé de gueules semé de fleurs de lys d'or et chargé d'une fontaine couverte du même maçonnée de sable, et d'or plain. |
| Blason de Quistinic | Détails | Le statut officiel du blason reste à déterminer. |

Pas de blason connu pour les communes suivantes : Quelneuc - Quéven - Quily.
- Haut – A
- B
- C
- D
- E
- F
- G
- H
- I
- J
- K
- L
- M
- N
- O
- P
- Q
- R
- S
- T
- U
- V
- W
- X
- Y
- Z

## R
| Blason de Radenac | Blason  | Écartelé : au premier d'argent aux trois mouchetures d'hermine de sable à plomb rangées en bande, au deuxième de gueules aux cinq macles d'or posées en croix, au troisième de sable à la main bénissante de Saint Guillaume d'or, au quatrième de sinople à la chapelle Saint Fiacre d'argent maçonnée et couverte de sable, soutenue d'une trangle ondée cousue d'azur ; sur le tout le plan stylisé de la commune d'or. |
| Blason de Radenac | Détails | * Ces armes emploient le terme « cousu » dans le seul but de contrevenir à la règle de contrariété des couleurs : elles sont fautives : azur sur sinople. Le statut officiel du blason reste à déterminer. |

| Blason de Réguiny | Blason  | Écartelé : au premier de gueules aux neuf macles d'or ordonnées 3, 3 et 3, au deuxième d'argent à la bande ondée d'azur accompagnée de trois trèfles de sinople, un en chef et deux en pointe rangés en bande, au troisième d'hermine plain, au quatrième de sinople au coq hardi d'or ; sur le tout d'azur à la tête de crosse épiscopale d'or. |
| Blason de Réguiny | Détails | Le statut officiel du blason reste à déterminer. |

| Blason de Remungol | Blason  | De sinople à la fasce cousue d’azur, à la croix brochante, formée de quatre tours de sable maçonnées d’argent, celle du chef couverte ; à l’écu en losange d’or chargé de sainte Julitte d’argent, brochant en cœur sur le tout et accompagné en chef dextre d’un feu au naturel, en chef senestre d’un bouchon de verre d’argent, en pointe dextre d’une corde tortillée d’or et en pointe senestre de deux clochers d’argent, essorés de sable, rangés en bande, celui de la pointe brochant sur l’autre. |
| Blason de Remungol | Détails | * Ces armes emploient le terme « cousu » dans le seul but de contrevenir à la règle de contrariété des couleurs : elles sont fautives : azur sur sinople et argent sur or. Conflit héraldique : le dessin ne montre que trois tours. Blason historique, la commune ayant fusionné au 1er janvier 2016 pour former la commune nouvelle d'Évellys. |

| Blason de Riantec | Blason  | D'azur au chevron d'argent chargé de trois mouchetures d'hermine de sable à plomb, accompagné en chef de deux cormorans éployés d'or et en pointe d'une fontaine couverte du même ouverte du champ. |
| Blason de Riantec | Détails | Le statut officiel du blason reste à déterminer. |

| Blason de Rieux | Blason  | D'azur à dix besants d'or ordonnés 4, 3, 2, et 1. |
| Blason de Rieux | Détails | Le statut officiel du blason reste à déterminer.  |

| Blason de Roc-Saint-André (Le) | Blason  | Parti : au premier d'argent chargé d'un casque de mineur au naturel accompagné en chef d'une pelle en fasce, le fer à senestre et en pointe d'un pic aussi en fasce, le fer à dextre, le tout de sable emmanché au naturel, au second de gueules à la croix de Saint André d'or, le tout soutenu d'une champagne d'azur chargée d'un pont isolé à trois arches d'argent, maçonné de sable, et sommé d'un chef retrait d'hermine. |
| Blason de Roc-Saint-André (Le) | Détails | Armes de la famille de la Roche-Bernard. Le statut officiel du blason reste à déterminer. |

| Blason de Roche-Bernard (La) | Blason  | D'or à une aigle bicéphale de sable, membrée, becquée et lampassée de gueules.            |
| Blason de Roche-Bernard (La) | Détails | Armes dérivées de celles de la famille de La Roche-Bernard. Blason adopté par la commune. |

| Blason de Rochefort-en-Terre | Blason  | Vairé d'or et d'azur.                            |
| Blason de Rochefort-en-Terre | Détails | Le statut officiel du blason reste à déterminer. |

| Blason de Rohan | Blason  | De gueules aux neuf macles d'or ordonnées 3, 3 et 3. |
| Blason de Rohan | Détails | Le statut officiel du blason reste à déterminer.     |

| Blason de Ruffiac | Blason  | D'azur à la croix engrêlée d'or cantonnée en chef à dextre d'une tête et col de bouc du même ; sur le tout de gueules à trois bourdons d'argent. |
| Blason de Ruffiac | Détails | Création de M. Jean-Paul Fernon, adoptée par délibération municipale du 27 octobre 1988.                                                         |

Pas de blason connu pour les communes suivantes : Réminiac - Roudouallec.
- Haut – A
- B
- C
- D
- E
- F
- G
- H
- I
- J
- K
- L
- M
- N
- O
- P
- Q
- R
- S
- T
- U
- V
- W
- X
- Y
- Z

## S
| Blason de Saint (Le) | Blason  | D'argent à un chêne arraché de sinople, le fût accosté de deux mouchetures d'hermine de sable, au chef de gueules chargé de sept billettes vidées d'argent, quatre et trois. |
| Blason de Saint (Le) | Détails | Création Bernard Le Ny-Jégat |

| Blason de Saint-Aignan (Morbihan) | Blason  | De gueules à la bande d'argent accompagnée de trois trèfles du même, deux en chef rangés en bande et un en pointe. |
| Blason de Saint-Aignan (Morbihan) | Détails | Le statut officiel du blason reste à déterminer.                                                                   |

| Blason de Saint-Allouestre | Blason  | Coupé d'azur à un poisson d'or tenant dans sa gueule un annelet du même, et d'hermine plain. |
| Blason de Saint-Allouestre | Détails | Le statut officiel du blason reste à déterminer.                                             |

| Blason de Saint-Armel | Blason  | Taillé d'azur à deux fasces ondées d'argent, et de sinople à trois vergettes d'or ; à la barre crénelée du même brochant sur la partition ; le tout sommé d'un chef cousu de gueules chargé d'une fleur de lis d'argent accostée de deux mouchetures d'hermine du même. |
| Blason de Saint-Armel | Détails | * Ces armes emploient le terme « cousu » dans le seul but de contrevenir à la règle de contrariété des couleurs : elles sont fautives : gueules sur azur. Le statut officiel du blason reste à déterminer.                                                              |

| Blason de Saint-Avé | Blason  | Parti de gueules à une fleur de lys d'or accompagnée de trois croissants du même, et d'argent à trois quintefeuilles du premier, au chef d'hermine. |
| Blason de Saint-Avé | Détails | Le statut officiel du blason reste à déterminer. |

| Blason de Saint-Brieuc-de-Mauron | Blason  | D'hermine au lion de gueules.                    |
| Blason de Saint-Brieuc-de-Mauron | Détails | Le statut officiel du blason reste à déterminer. |

| Blason de Saint-Congard | Blason  | D'azur à la bande ondée d'hermine accompagnée de six besants d'or posés en orle; au franc-canton de gueules chargé d'une couronne fleuronnée d'or. |
| Blason de Saint-Congard | Détails | Le statut officiel du blason reste à déterminer.                                                                                                   |

| Blason de Sainte-Anne-d'Auray | Blason  | D'azur à un dextrochère nu de carnation tenant un cierge d'argent à la flamme de gueules nimbée d'or et soutenu en pointe d'un mont de trois coupeaux de sable bordés d'or ; au chef d'argent à cinq mouchetures d'hermine de sable. |
| Blason de Sainte-Anne-d'Auray | Détails | Le statut officiel du blason reste à déterminer. |

| Blason de Sainte-Brigitte | Blason  | D'hermine à la tour d'or ouverte, ajourée et maçonnée de sable ; au franc-canton de gueules chargé d'une macle du second. |
| Blason de Sainte-Brigitte | Détails | Création de M. Bernard Le Ny – Jegat.                                                                                     |

| Blason de Sainte-Hélène | Blason  | Parti d'azur à une coquille d'huître d'argent, et d'un coupé d'or à une moucheture d'hermine de sable, et de sinople au fer à cheval du second ; à la grue tenant sa vigilance, posée sur un mont isolé de trois coupeaux du même brochant sur le tout. Devise« ar en douar ar er mor ». |
| Blason de Sainte-Hélène | Détails | Le statut officiel du blason reste à déterminer. |

| Blason de Saint-Gildas-de-Rhuys | Blason  | D'azur à la bande d'argent chargée de trois mouchetures d'hermine de sable posées à plomb, accompagnée en chef d'une fleur de lys de mer (var: florencée) aussi d'argent et en pointe d'une tête de crosse abbatiale d'or. |
| Blason de Saint-Gildas-de-Rhuys | Détails | Le statut officiel du blason reste à déterminer. |

| Blason de Saint-Gorgon | Blason  | D'azur à deux bandes d'argent, accompagnées en abîme d'une moucheture d'hermine d'or, accostée de deux crosses du même adossées en pal brochant sur le tout. |
| Blason de Saint-Gorgon | Détails | Le statut officiel du blason reste à déterminer. |

| Blason de Saint-Gravé | Blason  | D'azur au chevron d'or accompagné de trois losanges du même. |
| Blason de Saint-Gravé | Détails | Le statut officiel du blason reste à déterminer.             |

| Blason de Saint-Guyomard | Blason  | De gueules à la croix tréflée d'argent cantonnée en chef de deux corbeaux affrontés de sable*; au chef palé d'argent et d'azur, chaque pal d'argent chargé d'une moucheture d'hermine de sable. |
| Blason de Saint-Guyomard | Détails | * Il y a là non-respect de la règle de contrariété des couleurs : ces armes sont fautives (sable sur gueules).                                                                                  |

| Blason de Saint-Jean-Brévelay | Blason  | Écartelé : au 1er de sable au crosseron abbatial d'or, au 2d de gueules à trois macles d'or, au 3e de vair, au 4e de sable au coq hardi d'argent. |
| Blason de Saint-Jean-Brévelay | Détails | Création Ch. Gillet. |

| Blason de Saint-Laurent-sur-Oust | Blason  | Écartelé de gueules à cinq besants d'or posés en sautoir, et de sinople à la croix alésée d'or. |
| Blason de Saint-Laurent-sur-Oust | Détails | Création de M. J.-C. Renaud. Le statut officiel du blason reste à déterminer.                   |

| Blason de Saint-Malo-de-Beignon | Blason  | D'argent à la croix d'azur, cantonnée de deux mouchetures d'hermine de sable, l'une en chef à dextre, l'autre en pointe à senestre, et chargée d'une crosse épiscopale d'or surchargée en abîme d'une mître du même. |
| Blason de Saint-Malo-de-Beignon | Détails | Création Bernard Le Ny-Jégat |

| Blason de Saint-Malo-des-Trois-Fontaines | Blason  | D'argent à une fasce de gueules chargée de trois fontaines du lieu d'or, accompagnée en chef d'un léopard d'azur et en pointe de trois mouchetures d'hermine de sable. |
| Blason de Saint-Malo-des-Trois-Fontaines | Détails | Armes parlantes. (trois fontaines) Conflit héraldique : le blasonnement ne précise pas que la fontaine du milieu n'est pas couverte. Création Bernard Le Ny-Jégat      |

| Blason de Saint-Martin-sur-Oust | Blason  | D'azur au Saint-Martin au naturel à cheval, vêtu d'un manteau de gueules qu'il partage avec un pauvre vêtu de sinople ; au chef d'hermine. |
| Blason de Saint-Martin-sur-Oust | Détails | Création de MM. Renaud, Morice et Bossis. Le statut officiel du blason reste à déterminer.                                                 |

| Blason de Saint-Nicolas-du-Tertre | Blason  | Écartelé : au 1er de sinople à une crosse d'or, au 2e d'argent à une croix enhendée de gueules, au 3e d'azur à une église de tenné sur un tertre du même*, ouverte et ajourée de gueules*, le clocher essoré d'or, accompagnée en chef dextre d'un soleil non figuré du même, au 4e de sinople à une gerbe de blé d'or, liée d'azur. |
| Blason de Saint-Nicolas-du-Tertre | Détails | * Il y a là non-respect de la règle de contrariété des couleurs : ces armes sont fautives (couleur sur couleur). Le statut officiel du blason reste à déterminer. |

| Blason de Saint-Nolff | Blason  | Vairé d'or et de sable ; au franc-canton de gueules à l'aigle d'argent, becquée, membrée et lampassée du premier.                                 |
| Blason de Saint-Nolff | Détails | Création de M. J.-C. Renaud, composée des armes du Gourvinec (champ), et de Kerboulard (canton). Le statut officiel du blason reste à déterminer. |

| Blason de Saint-Perreux | Blason  | Taillé de sinople à une croix de procession et une crosse contournée passées en sautoir, une mitre brochante, le tout d'or ; et d'hermine plain ; à la barre ondée d'azur chargée d'une anguille ondoyante du second brochant sur le tout. |
| Blason de Saint-Perreux | Détails | Adopté le 25 avril 2002. |

| Blason de Saint-Philibert | Blason  | D'azur à la nef contournée d'argent, flammée du même, habillée d'hermine ; au chef d'or à trois coquilles d'huîtres de sinople. DeviseMen bro atao (« Mon pays toujours ») |
| Blason de Saint-Philibert | Détails | Le statut officiel du blason reste à déterminer. |

| Blason de Saint-Pierre-Quiberon | Blason  | Parti de gueules à deux clés passées en sautoir, celle en bande d'argent, et celle en barre d'or, et d'azur à une nef équipée et flammée du second, voguant sur une mer de sinople ; au chef d'hermine. |
| Blason de Saint-Pierre-Quiberon | Détails | * Il y a là non-respect de la règle de contrariété des couleurs : ces armes sont fautives (sinople sur azur). Le statut officiel du blason reste à déterminer.                                          |

| Blason de Saint-Servant | Blason  | Écartelé : au 1er d’hermine au lion de gueules, au 2d d’azur à un pont de trois arches d’argent maçonné de sable surmonté d’un épi de blé et d’un épi de maïs posés en chevron renversé d’or, feuillés de sinople, au 3e d'argent à un mont de sinople mouvant du flanc dextre chargé d'un moulin de sable ouvert du champ, accompagné d'une rose d'or senestrée d'une rose de gueules, au 4e d'or à un clocher de sable alésé. |
| Blason de Saint-Servant | Détails | Le statut officiel du blason reste à déterminer. |

| Blason de Saint-Thuriau | Blason  | De pourpre au chevron d'argent à trois mouchetures d'hermine de sable, accompagné en chef à dextre d'un trèfle, à senestre d'un fer à cheval et en pointe d'un sapin arraché, le tout d'argent. |
| Blason de Saint-Thuriau | Détails | Le statut officiel du blason reste à déterminer. |

| Blason de Saint-Vincent-sur-Oust | Blason  | D'or à une jumelle ondée d'azur posée en bande et abaissée, accompagnée en chef d'une moucheture d'hermine du même ; au franc-canton de sinople chargé d’une branche de fougère d'or. |
| Blason de Saint-Vincent-sur-Oust | Détails | Le statut officiel du blason reste à déterminer. |

| Blason de Sarzeau | Blason  | Parti de France et de Bretagne, au chef de gueules chargé d'un vaisseau d’argent habillé du même. DeviseA fluctibus opes.                                                                   |
| Blason de Sarzeau | Détails | Sarzeau envoyait une députation aux États de Bretagne, et était une juridiction royale, ce qui explique le parti de France et de Bretagne. Le statut officiel du blason reste à déterminer. |

| Blason de Séné | Blason  | D'azur à un sinagot de sable* habillé de gueules*, adextré d'un pal de sinople* chargé d'un échassier contourné d'argent, becqué et membré de sable, soutenu d'une champagne ondée d'argent, au comble d'argent chargé de cinq mouchetures d'hermine de sable.        |
| Blason de Séné | Détails | Le sinagot est un bateau de pêche typique du golfe du Morbihan. Les habitants de Séné s'appellent « Les Sinagots ». * Il y a là non-respect de la règle de contrariété des couleurs : ces armes sont fautives (sable et gueules sur azur). Adopté le 26 février 1993. |

| Blason de Sérent | Blason  | D'or à trois quintefeuilles de sable.            |
| Blason de Sérent | Détails | Le statut officiel du blason reste à déterminer. |

| Blason de Sulniac | Blason  | Parti d'or et d'hermine, à la croix pattée alésée de gueules brochante. |
| Blason de Sulniac | Détails | Création Bertrand Frelaut.                                              |

| Blason de Surzur | Blason  | D'argent à une bande de gueules chargée de 3 fleurs de lys au naturel ; accompagnée de 2 mouchetures d'hermines de sables ; au chef ondé d'azur, chargé de 3 coquilles d'or. |
| Blason de Surzur | Détails | Le statut officiel du blason reste à déterminer. |

Pas de blason connu pour les communes suivantes : Saint-Abraham - Saint-Barthélemy - Saint-Caradec-Trégomel - Saint-Dolay - Saint-Gérand - Saint-Gonnery - Saint-Jacut-les-Pins - Saint-Jean-la-Poterie - Saint-Léry - Saint-Marcel - Saint-Tugdual - Sauzon - Séglien - Silfiac - Sourn (Le).
- Haut – A
- B
- C
- D
- E
- F
- G
- H
- I
- J
- K
- L
- M
- N
- O
- P
- Q
- R
- S
- T
- U
- V
- W
- X
- Y
- Z

## T
| Blason de Théhillac | Blason  | D'hermine au chef ondé d'azur à une barque d'or, sur le tout, de gueules à trois croissants d'argent. |
| Blason de Théhillac | Détails | Le statut officiel du blason reste à déterminer.                                                      |

| Blason de Theix | Blason  | Tranché de gueules plain et d'argent à quatre pals d'azur ; à la cotice d'argent brochant sur la partition chargée de cinq mouchetures d'hermine de sable. |
| Blason de Theix | Détails | Adopté le 26 mars 1965. |

| Blason de Tour-du-Parc (Le) | Blason  | Coupé d'hermine plain et d'un parti de gueules à la croix de la Fontaine Saint-Clair du lieu d'or, et d'azur billeté d'argent ; à deux demi-fasces crénelées de deux pièces d’or brochant sur la ligne de partition, et à une fasce alésée crénelée de trois pièces du même, brochant sur le tout en abîme. |
| Blason de Tour-du-Parc (Le) | Détails | Le statut officiel du blason reste à déterminer. |
| Blason de Tour-du-Parc (Le) | Alias   | Coupé d'un parti d'hermine et de gueules à une croix de la fontaine Saint Clair d'or ; et d'azur à quatorze billettes d'argent, 4, 3, 4 et 3. Différences entre dessin et blasonnement : La croix est une croix simple. Cette erreur vient de la source.                                                    |

| Blason de Tréal | Blason  | De gueules à un croissant burelé d'argent et d'azur, à la bordure engrêlée d'argent.                |
| Blason de Tréal | Détails | Armes de la famille de Tréal brisée d'une bordure. Le statut officiel du blason reste à déterminer. |

| Blason de Trédion | Blason  | D'hermine à deux feuilles de frêne de sinople posées en bande et rangées en barre, au franc-canton de France ; à la bordure de gueules chargée en orle de neuf besants d'or.                                                         |
| Blason de Trédion | Détails | Le frêne pour du Fresne, sire de Virel. Les armes de France rappellent le passage de la Reine Marie de Médicis. Les besants sont de Malestroit. Création de M. Bernard le Ny-Jegat. Le statut officiel du blason reste à déterminer. |

| Blason de Treffléan | Blason  | D'azur à dix besants d'or, une barre d'hermine chargée d'une croix pattée de gueules à plomb brochant sur le tout. |
| Blason de Treffléan | Détails | Treffléan dépendait à l'origine de la seigneurie de l'Argouët, possession de Rieux. La croix rappelle la chapelle templière de Cran. Création de M. Bernard le Ny - Jégat. Le statut officiel du blason reste à déterminer. |

| Blason de Trinité-Porhoët (La) | Blason  | De gueules au château d'or couvert du même, maçonné et ajouré de sable, au franc-canton d'hermine. DeviseBeata pacis visio (« Bienheureuse vision de paix »). |
| Blason de Trinité-Porhoët (La) | Détails | Armes de la famille de Porhoët. Le statut officiel du blason reste à déterminer.                                                                              |

| Blason de Trinité-sur-Mer (La) | Blason  | De gueules à trois ancres de marine d'or appointées en pairle par leur organeau, un soleil non figuré du même brochant en abîme ; au chef du même à un pont d'une arche de sable mouvant des flancs, sur lequel brochent trois coquilles d'huitres du champ posées et rangées en fasces. DeviseDah Hag atao. (hier et toujours) |
| Blason de Trinité-sur-Mer (La) | Détails | Création de M. L. Ermoy. Le statut officiel du blason reste à déterminer. |

| Blason de Trinité-Surzur (La) | Blason  | Taillé d'un fascé de sinople et d'argent de huit pièces, et d'un burelé ondé du même et d'azur de seize pièces, à la cotice en barre d'argent chargée de sept mouchetures d'hermine de sable posées à plomb, brochant sur la partition ; au dragon d'or enflammé de gueules, les ailes ombrées du même, brochant sur le tout. |
| Blason de Trinité-Surzur (La) | Détails | Le statut officiel du blason reste à déterminer. |

Pas de blason connu pour les communes suivantes : Taupont - Tréhorenteuc.
- Haut – A
- B
- C
- D
- E
- F
- G
- H
- I
- J
- K
- L
- M
- N
- O
- P
- Q
- R
- S
- T
- U
- V
- W
- X
- Y
- Z

## V
| Blason de Vannes | Blason  | De gueules à l'hermine au naturel colletée d'une écharpe d'hermine doublée d'or voletant sur son dos. |
| Blason de Vannes | Détails | Le statut officiel du blason reste à déterminer.                                                      |

| Blason de Vraie-Croix (La) | Blason  | De sinople à la chapelle du lieu d'argent posée sur une terrasse d'hermine, à la bordure d'or chargée de quatorze quintefeuilles de gueules, au franc-canton du même chargé d'un reliquaire du quatrième paré du champ. |
| Blason de Vraie-Croix (La) | Détails | Création de M. J.-P. Fernandez. Le statut officiel du blason reste à déterminer. |

- Haut – A
- B
- C
- D
- E
- F
- G
- H
- I
- J
- K
- L
- M
- N
- O
- P
- Q
- R
- S
- T
- U
- V
- W
- X
- Y
- Z